# Christos Tsiolkas
Christos Tsiolkas (født 1965) er en australsk forfatter med græsk baggrund. Han fik sin debut i 1995 med romanen Loaded, som senere blev filmatiseret under titlen Head On (1998), og opnåede sit internationale gennembrud med sin fjerde roman Lussingen (org.-titel The Slap, 2008, filmatiseret som miniserie i 2011).
Tsiolkas er homoseksuel og søn af græske indvandrere, som kom til Australien i 1940’erne. Begge forældre var fabriksarbejdere, men de opmuntrede sønnens interesse i litteratur og film og sørgede senere for, at han fik en uddannelse på universitetet i Melbourne. Forfatterens baggrund kommer til udtryk i hans værker, der ofte har et selvbiografisk præg, da de indeholder karakterer, der prøver at finde fodfæste i det moderne Australien, ligesom de tit omhandler kulturelle konflikter. Gennem sine romaner og teaterstykker er Tsiolkas blevet en vigtig stemme i debatten om de sociale udfordringer, som gør sig gældende i Australien i dag.
Lussingen er den eneste af Tsiolkas’ romaner, der er blevet oversat til dansk. Den handler om otte forskellige hovedpersoner og deres reaktioner på en episode til en grillfest, hvor et barn får en lussing af en voksen. Romanens emner er hykleri, egoisme, intolerance og kulturelle tabuer.

### Bøger
- Loaded (1995)
- Jump Cuts (sammen med Sasha Soldatow, 1996)
- The Jesus Man (1999)
- The Devil's Playground (2002)
- Dead Europe (2005)
- The Slap (2008). Dansk: Lussingen (Møller Forlag, 2012)
- Barracuda (2013)
- Merciless Gods (2014)

### Teater
- Who's Afraid of the Working Class? (sammen med Andrew Bovell, Melissa Reeves og Patricia Cornelius, 1999, filmatiseret som Blessed)
- Elektra AD (1999)
- Viewing Blue Poles (2000)
- Fever (sammen med Andrew Bovell, Melissa Reeves og Patricia Cornelius, 2002)
- Dead Caucasians (2002)
- Non Parlo di Salo (sammen med Spiro Economopoulos, 2005)
- The Hit (sammen med Netta Yashin 2006)

### Filmmanuskripter
- Thug (med Spiro Economopoulos, 1998)
- Saturn's Return (2000)

## Priser og udmærkelser
- 2006 – Age Fiction Prize
- 2006 – Melbourne Best Writing Award
- 2009 – Commonwealth Writers’ Prize
- 2009 – Victorian Premier’s Literary Award for Fiction
- 2009 – Australian Literature Society Gold Medal